# Marża
Marża – różnica między ceną sprzedaży dobra a ceną jego zakupu, określająca nadwyżkę (zysk) uzyskiwaną ze sprzedaży dobra ponad bezpośrednie koszty jego uzyskania. Może być wyrażona kwotowo lub procentowo. 
Marża wyrażona kwotowo jest różnicą pomiędzy ceną sprzedaży a kosztem sprzedanego dobra. Marża procentowa jest stosunkiem marży kwotowej do ceny sprzedaży lub kosztu dobra. Istnieją dwa sposoby określania marży procentowej, zależnie od tego, czy wylicza się ją w odniesieniu do ceny sprzedaży, czy do kosztu sprzedawanego dobra – odpowiednio określa się ją jako marżę „w stu” lub marżę „od sta”. 
Marża wyrażona procentowo jest bardzo popularnym miernikiem, ponieważ pokazuje rentowność sprzedaży. Pozwala ona na łatwe porównywanie ze sobą zyskowności sprzedaży towarów o różnych cenach.
W analizie finansowej, marża oznacza wskaźnik finansowy wyliczany na podstawie danych zawartych w sprawozdaniu finansowym spółki. Wyróżnia się dwa rodzaje marży: marża netto i marża brutto. Obie kategorie odnoszą się do sprawozdania finansowego.

## Marża netto
Marża netto jest to zysk netto z danego okresu sprawozdawczego podzielony przez wartość sprzedaży w danym okresie. Marża netto pokazuje, jak zyskowna była w danym okresie działalność firmy. Marża netto uwzględnia koszty poniesione przez firmę, gdyż do jej kalkulacji wchodzą wszystkie koszty, zarówno pośrednie, jak i bezpośrednie.

## Marża brutto
Marża brutto jest to wskaźnik pokazujący, jak zyskowna była w danym okresie sprzedaż przedsiębiorstwa. Do kalkulacji marży brutto używa się nie kosztów całkowitych (jak w przypadku marży netto), ale wyłącznie kosztów bezpośrednich, czyli wartości sprzedaży. W wariancie porównawczym rachunku zysków i strat do kalkulacji marży brutto bierze się koszty rodzajowe. Wtedy marżę brutto kalkuluje się w następujący sposób: Marża brutto% = (Sprzedaż - Koszty rodzajowe) / Sprzedaż. W wariancie kalkulacyjnym koszty rodzajowe zastępuje się kosztem wytworzenia sprzedanych wyrobów.
Nie należy mylić marży z narzutem na cenę zakupu towaru. Marża to uzyskany zysk ze sprzedaży w walucie (np. w PLN) dzielony przez cenę sprzedaży. Narzut oznacza zysk z zakupu. 
Jednak możliwe jest liczenie marży (brutto lub netto) nie tylko na podstawie sprawozdań finansowych. Marżę można wyliczać również dla sprzedaży poszczególnych kategorii produktów, pojedynczych produktów lub oddziałów firm. Liczenie marży jest możliwe tam, gdzie można zidentyfikować i przyporządkować poszczególnym przychodom ze sprzedaży odpowiednie koszty.